# آمبارلا
آمبارلا (نام علمی: Spondias dulcis) نام یک گونه از تیره پسته‌ایان است.